# Qinhuai He
Der Qinhuai He (chinesisch 秦淮河, Pinyin Qínhuái hé), der früher auch Huai Shui (淮水) oder Longcang Pu (龙藏浦) genannt wurde, ist ein Nebenfluss des Yangzi Jiang – des Unterlaufs des Jangtsekiang – im Südwesten der chinesischen Provinz Jiangsu. 
Er hat eine Länge von 110 km und ein Einzugsgebiet von 2630 Quadratkilometern.
Er hat zwei Quellflüsse: der östliche entspringt im Baohua Shan im Kreis Jurong, der südliche im Donglu Shan im Kreis Lishui. Beide fließen am Fuß des Fang Shan im Nanjinger Stadtbezirk Jiangning zusammen und fließen über 110 km in den Jangtsekiang. Der durch Nanjing fließende kurze Teil wird Innerer Qinhuai He (Nei Qinhuai He) genannt. Schon im Neolithikum waren seine Ufer besiedelt.